# American Tobacco Company
American Tobacco Company — американская табачная компания, основанная в 1890 году Джеймсом Дьюком в результате слияния ряда американских производителей табака, включая Allen and Ginter и Goodwin & Company.
Была одним из первых 12 членов промышленного индекса Доу-Джонса в 1896 году. American Tobacco Company доминировала в отрасли, приобретя Lucky Strike Company и более 200 других конкурирующих фирм. Антимонопольные действия, начатые в 1907 году, в 1911 году разделили компанию на несколько крупных компаний.
American Tobacco Company реструктурировала себя в 1969 году, сформировав холдинговую компанию под названием American Brands, Inc. , которая управляла American Tobacco в качестве дочерней компании. American Brands приобрела ряд нетабачных предприятий в 1970-х и 1980-х годах и продала свои табачные предприятия компании Brown & Williamson в 1994 году. Впоследствии American Brands переименовала себя в Fortune Brands.